# 荒漠麻蜥
荒漠麻蜥（学名：Eremias przewalskii）为蜥蜴科麻蜥属的爬行动物。分布于俄罗斯、蒙古以及中国大陆的内蒙古、宁夏、新疆、青海、甘肃、陕西等地，常见于荒漠地带、栖息于干河床的沙砾地、琐琐林河沙漠中的灌丛内以及尤喜在白刺包或霸王刺沙丘上挖洞居住。其生存的海拔范围为1000至1400米。该物种的模式产地在内蒙古阿拉善沙漠。

## 保护
本种于2023年被收录入《有重要生态、科学、社会价值的陆生野生动物名录》。